# Селижаровский муниципальный округ
Селижа́ровский муниципальный округ — административно-территориальная единица и одноимённое муниципальное образование (муниципальный округ) на западе Тверской области России.
Административный центр — посёлок городского типа Селижарово.

## География
Площадь 3098 км².
Округ расположен в западной части области и граничит:
- на севере — с Осташковским районом,
- на северо-востоке — с Кувшиновским районом
- на востоке — со Старицким районом,
- на юго-востоке — с Ржевским районом,
- на юге — с Оленинским районом,
- на юго-западе — с Нелидовским и Андреапольским районами.
- на западе — с Пеновским районом,

Округ находится в центральной части Валдайской возвышенности.
Основные реки — Волга, и её притоки: Селижаровка, Песочня, Большая Коша, Малая Коша, Полоновка, Большая Дубенка. А также Пырошня (приток Песочни), Тихвина (приток Селижаровки), Ночная (приток Тудовки).
На северо-западе округа находятся озёра Волго и Лемно.

## История
Селижаровский район образован в 1929 году в составе Ржевского округа Западной области, 23 июля 1930 года переподчинён непосредственно облисполкому, 29 января 1935 года вошёл в состав образованной Калининской области, в 1936 году переименован в Кировский район.
В 1940 году в состав района входило 26 сельских советов: Ананькинский, Березугский, Борисовский, Будаевский, Волжанский, Выжлятниковский, Дмитровский, Дягилевский, Елецкий, Захаровский, Краскооский, Ларионовский, Молотовский, Оковецкий, Ольховский, Пастовский, Пустошкинский, Рытовский, Селижаровский, Соколовский, Сухошинский, Талицкий, Тверской, Хитецкий, Хотошинский, Шуваевский.
22 августа 1958 года к Кировскому району была присоединена часть территории упразднённого Молодотудского района, а 14 ноября 1960 года — часть территории упразднённого Луковниковского района.
В феврале 1963 года Кировский район ликвидирован (вошёл в состав Осташковского района), 12 января 1965 года образован вновь как Селижаровский.
В мае 2020 года Законом Тверской области от 23.04.2020 № 23-ЗО Селижаровский муниципальный район и входившие в его состав городское и сельские поселения были преобразованы в Селижаровский муниципальный округ, район как административная единица был преобразован в округ.

## Население
По результатам Всесоюзной переписи населения 1939 года на территории Кировского района Калининской области проживало 56 401 житель, из них 4 075 в посёлке Селижарово. Район был по площади меньше современного, 5 сельсоветов (из 31 на территории современного района) входили в состав соседних районов. Это максимальная численность, далее население неуклонно сокращалось.
| 1939    | 1959    | 1970    | 1979    | 1989    | 2002    | 2006    | 2009    | 2010    |
| ------- | ------- | ------- | ------- | ------- | ------- | ------- | ------- | ------- |
| 56 401  | ↘31 081 | ↘24 710 | ↘20 000 | ↘18 092 | ↘15 125 | ↘14 400 | ↘13 827 | ↘12 722 |
| 2011    | 2012    | 2013    | 2014    | 2015    | 2016    | 2017    | 2018    | 2019    |
| ↘12 677 | ↘12 630 | ↘12 524 | ↘12 452 | ↘12 241 | ↘12 125 | ↘11 857 | ↘11 646 | ↘11 341 |
| 2020    | 2021    |         |         |         |         |         |         |         |
| ↘11 069 | ↘10 327 |         |         |         |         |         |         |         |

### Урбанизация
В городских условиях (пгт Селижарово) проживают 57,43 % населения округа.

### Национальный состав
По итогам переписи населения 2020 года проживали следующие национальности (национальности менее 0,1 % и другое, см. в сноске к строке «Другие»):
| Национальность | Численность, чел. | Доля     |
| -------------- | ----------------- | -------- |
| Русские        | 9664              | 93,58 %  |
| Киргизы        | 133               | 1,29 %   |
| Украинцы       | 50                | 0,48 %   |
| Таджики        | 40                | 0,39 %   |
| Чеченцы        | 36                | 0,35 %   |
| Азербайджанцы  | 30                | 0,29 %   |
| Армяне         | 27                | 0,26 %   |
| Другие         | 347               | 3,36 %   |
| Итого          | 10 327            | 100,00 % |

## Административно-муниципальное устройство

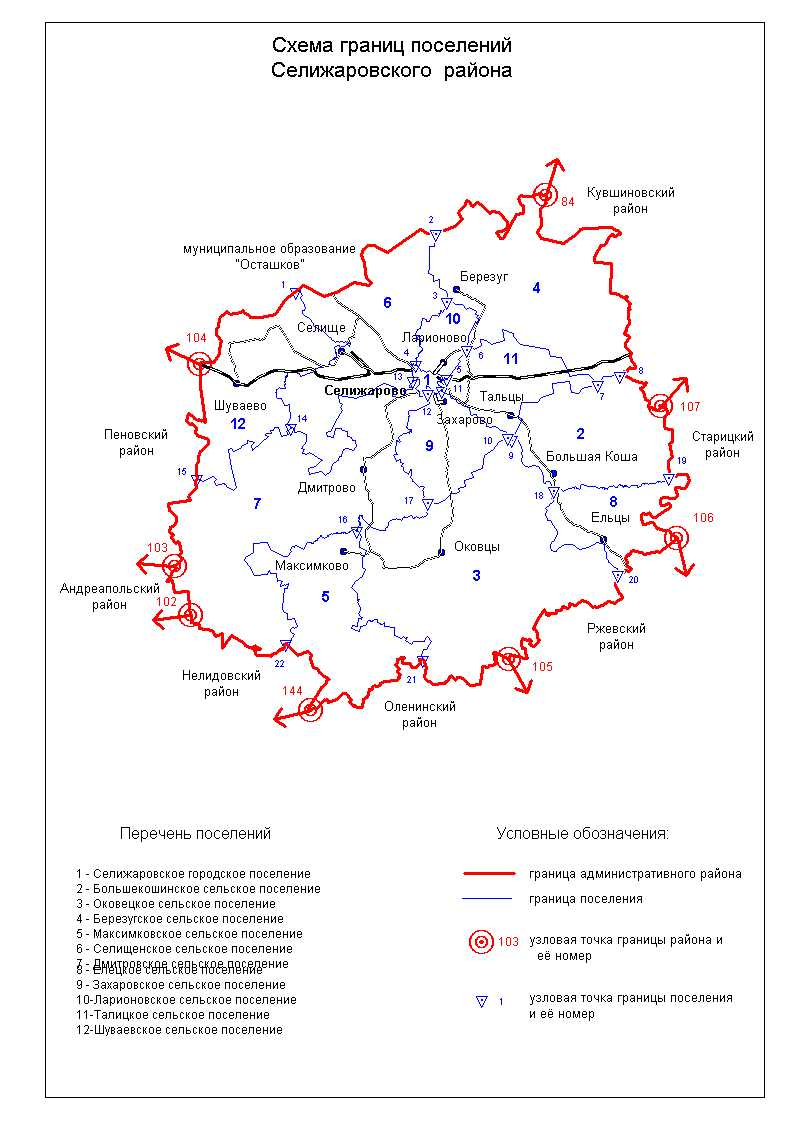
Схема границ муниципальных образований до 2013 года

До 2020 года в Селижаровский район, с точки зрения административно-территориального устройства области, входили 6 поселений.
До 2020 года в Селижаровский муниципальный район, с точки зрения муниципального устройства, входили 6 муниципальных образований, в том числе 1 городское поселение и 5 сельских поселения:
| №        | Муниципальное образование          | Административный центр | Количество населённых пунктов | Население (чел.) | Площадь (км²) |
| -------- | ---------------------------------- | ---------------------- | ----------------------------- | ---------------- | ------------- |
| 1e-06    | Городские поселения:               |                        |                               |                  |               |
| 1        | посёлок Селижарово                 | пгт Селижарово         | 1                             | ↗5931            | 13,04         |
| 1.000002 | Сельские поселения:                |                        |                               |                  |               |
| 2        | Большекошинское сельское поселение | деревня Большая Коша   | 49                            | ↘674             | 377,70        |
| 3        | Дмитровское сельское поселение     | деревня Дмитрово       | 81                            | ↘955             | 818,40        |
| 4        | Оковецкое сельское поселение       | деревня Оковцы         | 66                            | ↘690             | 615,90        |
| 5        | Селижаровское сельское поселение   | пгт Селижарово         | 106                           | ↘1578            | 708,84        |
| 6        | Селищенское сельское поселение     | посёлок Селище         | 68                            | ↘1518            | 564,52        |

Первоначально 1 января 2006 года в муниципальном районе было образовано 1 городское поселение и 11 сельских поселений.
Законом Тверской области от 28 марта 2013 года было упразднено Максимковское сельское поселение, включённое в Дмитровское сельское поселение.
Законом Тверской области от 17 апреля 2017 года были упразднены:
- Елецкое сельское поселение, включённое в Большекошинское сельское поселение;
- Шуваевское сельское поселение, включённое в Селищенское сельское поселение;
- Березугское, Захаровское, Ларионовское и Талицкое сельские поселения, объединённые в Селижаровское сельское поселение.

### Населённые пункты
| №   | Населённый пункт       | Тип                     | Население | Упразднённое муниципальное образование |
| --- | ---------------------- | ----------------------- | --------- | -------------------------------------- |
| 1   | Аббакумово             | деревня                 | 5         | Селищенское сельское поселение         |
| 2   | Азаново                | деревня                 | ↘1        | Дмитровское сельское поселение         |
| 3   | Азародня               | деревня                 | 0         | Дмитровское сельское поселение         |
| 4   | Алексеевское           | деревня                 | 1         | Оковецкое сельское поселение           |
| 5   | Алешино                | деревня                 | 6         | Ларионовское сельское поселение        |
| 6   | Ананьино               | деревня                 | 0         | Березугское сельское поселение         |
| 7   | Апокинь                | деревня                 | 1         | Селищенское сельское поселение         |
| 8   | Артюхи                 | деревня                 | 0         | Селищенское сельское поселение         |
| 9   | Бабенки                | деревня                 | 1         | Оковецкое сельское поселение           |
| 10  | Баклановка             | деревня                 | 0         | Оковецкое сельское поселение           |
| 11  | Барагино               | деревня                 | 51        | Ларионовское сельское поселение        |
| 12  | Безумничино            | деревня                 | 7         | Захаровское сельское поселение         |
| 13  | Безымянка              | деревня                 | 7         | Березугское сельское поселение         |
| 14  | Березуг                | деревня                 | ↗168      | Березугское сельское поселение         |
| 15  | Березуг                | деревня                 | 0         | Дмитровское сельское поселение         |
| 16  | Берники                | деревня                 | 22        | Ларионовское сельское поселение        |
| 17  | Блазново               | деревня                 | 1         | Оковецкое сельское поселение           |
| 18  | Боброво                | деревня                 | 11        | Дмитровское сельское поселение         |
| 19  | Боково                 | деревня                 | 0         | Шуваевское сельское поселение          |
| 20  | Болотниково            | деревня                 | 0         | Дмитровское сельское поселение         |
| 21  | Большаково             | деревня                 | 0         | Березугское сельское поселение         |
| 22  | Большая Волга          | деревня                 | 6         | Селищенское сельское поселение         |
| 23  | Большая Коша           | деревня                 | ↘265      | Большекошинское сельское поселение     |
| 24  | Большая Лапушка        | деревня                 | 0         | Дмитровское сельское поселение         |
| 25  | Большие Клочки         | деревня                 | 17        | Оковецкое сельское поселение           |
| 26  | Большие Мошки          | деревня                 | 0         | Дмитровское сельское поселение         |
| 27  | Большие Нивы           | деревня                 | 0         | Березугское сельское поселение         |
| 28  | Большое Ананкино       | деревня                 | 42        | Оковецкое сельское поселение           |
| 29  | Большое Выжлятниково   | деревня                 | 10        | Дмитровское сельское поселение         |
| 30  | Большое Гольтино       | деревня                 | 7         | Березугское сельское поселение         |
| 31  | Большое Ивахново       | деревня                 | 5         | Захаровское сельское поселение         |
| 32  | Большое Кашино         | деревня                 | ↘114      | Дмитровское сельское поселение         |
| 33  | Большое Коньшино       | деревня                 | →1        | Большекошинское сельское поселение     |
| 34  | Большое Кукушкино      | деревня                 | 1         | Дмитровское сельское поселение         |
| 35  | Большое Ларионово      | деревня                 | 179       | Ларионовское сельское поселение        |
| 36  | Большое Якшино         | деревня                 | 1         | Оковецкое сельское поселение           |
| 37  | Большой Бор            | деревня                 | 7         | Оковецкое сельское поселение           |
| 38  | Большой Рог            | деревня                 | 5         | Большекошинское сельское поселение     |
| 39  | Бор Волго              | деревня                 | 15        | Шуваевское сельское поселение          |
| 40  | Борисовка              | деревня                 | 9         | Дмитровское сельское поселение         |
| 41  | Борисово               | деревня                 | 6         | Елецкое сельское поселение             |
| 42  | Борисово               | деревня                 | ↘24       | Оковецкое сельское поселение           |
| 43  | Боровицы               | деревня                 | 1         | Оковецкое сельское поселение           |
| 44  | Бородулино             | деревня                 | 0         | Дмитровское сельское поселение         |
| 45  | Бортники               | деревня                 | 7         | Елецкое сельское поселение             |
| 46  | Ботвинино              | деревня                 | 0         | Оковецкое сельское поселение           |
| 47  | Бредки                 | деревня                 | 0         | Оковецкое сельское поселение           |
| 48  | Бугор                  | деревня                 | 0         | Шуваевское сельское поселение          |
| 49  | Будаево                | деревня                 | 21        | Талицкое сельское поселение            |
| 50  | Булатово               | деревня                 | 0         | Дмитровское сельское поселение         |
| 51  | Бураково               | деревня                 | 17        | Березугское сельское поселение         |
| 52  | Бутырки                | деревня                 | 6         | Захаровское сельское поселение         |
| 53  | Бучково                | деревня                 | 1         | Захаровское сельское поселение         |
| 54  | Быковка                | деревня                 | 1         | Оковецкое сельское поселение           |
| 55  | Быково                 | деревня                 | 15        | Захаровское сельское поселение         |
| 56  | Быково                 | деревня                 | 1         | Ларионовское сельское поселение        |
| 57  | Валушино               | деревня                 | 1         | Селищенское сельское поселение         |
| 58  | Василево               | деревня                 | 0         | Дмитровское сельское поселение         |
| 59  | Васильевское           | деревня                 | 15        | Елецкое сельское поселение             |
| 60  | Верхневолжский Бейшлот | деревня                 | 5         | Селищенское сельское поселение         |
| 61  | Верхнее Голенково      | деревня                 | 1         | Березугское сельское поселение         |
| 62  | Верхние Горицы         | деревня                 | 0         | Шуваевское сельское поселение          |
| 63  | Верхние Горки          | деревня                 | 28        | Талицкое сельское поселение            |
| 64  | Вилейка                | деревня                 | 1         | Ларионовское сельское поселение        |
| 65  | Волга                  | деревня                 | ↘0        | Шуваевское сельское поселение          |
| 66  | Волково                | деревня                 | 1         | Оковецкое сельское поселение           |
| 67  | Волково-Тулупьево      | деревня                 | 1         | Селищенское сельское поселение         |
| 68  | Ворожино               | деревня                 | 0         | Талицкое сельское поселение            |
| 69  | Вороново               | деревня                 | 6         | Дмитровское сельское поселение         |
| 70  | Вороново               | деревня                 | 0         | Талицкое сельское поселение            |
| 71  | Выпрягово              | деревня                 | 5         | Большекошинское сельское поселение     |
| 72  | Высоково               | деревня                 | 0         | Оковецкое сельское поселение           |
| 73  | Высокое                | деревня                 | 0         | Шуваевское сельское поселение          |
| 74  | Выставка               | деревня                 | 0         | Березугское сельское поселение         |
| 75  | Вышегород              | деревня                 | 5         | Большекошинское сельское поселение     |
| 76  | Гафидово               | деревня                 | 4         | Большекошинское сельское поселение     |
| 77  | Глухарево              | деревня                 | 1         | Дмитровское сельское поселение         |
| 78  | Гогино                 | деревня                 | 20        | Талицкое сельское поселение            |
| 79  | Голенково-Погост       | деревня                 | ↗12       | Березугское сельское поселение         |
| 80  | Голубево               | деревня                 | 0         | Талицкое сельское поселение            |
| 81  | Гора                   | деревня                 | 53        | Дмитровское сельское поселение         |
| 82  | Горелуша               | деревня                 | 18        | Березугское сельское поселение         |
| 83  | Горицы                 | деревня                 | 1         | Березугское сельское поселение         |
| 84  | Горлово                | деревня                 | 1         | Дмитровское сельское поселение         |
| 85  | Гороватка              | деревня                 | 1         | Оковецкое сельское поселение           |
| 86  | Городище               | деревня                 | 1         | Дмитровское сельское поселение         |
| 87  | Гришино                | деревня                 | 16        | Дмитровское сельское поселение         |
| 88  | Гришкино               | деревня                 | 20        | Оковецкое сельское поселение           |
| 89  | Гущино                 | деревня                 | 1         | Оковецкое сельское поселение           |
| 90  | Давыдкино              | деревня                 | 0         | Оковецкое сельское поселение           |
| 91  | Девичье                | деревня                 | 12        | Шуваевское сельское поселение          |
| 92  | Девясилка              | деревня                 | 0         | Дмитровское сельское поселение         |
| 93  | Дедово                 | деревня                 | 0         | Оковецкое сельское поселение           |
| 94  | Дергуново              | деревня                 | 0         | Ларионовское сельское поселение        |
| 95  | Дерюшино               | деревня                 | 0         | Захаровское сельское поселение         |
| 96  | Деряжкино              | деревня                 | 1         | Оковецкое сельское поселение           |
| 97  | Дмитрово               | деревня                 | ↘49       | Дмитровское сельское поселение         |
| 98  | Дор                    | деревня                 | 0         | Елецкое сельское поселение             |
| 99  | Дорки                  | деревня                 | 1         | Оковецкое сельское поселение           |
| 100 | Доронино               | деревня                 | 0         | Оковецкое сельское поселение           |
| 101 | Дружная Горка          | деревня                 | 93        | Оковецкое сельское поселение           |
| 102 | Дрыгомо                | деревня                 | ↘54       | Березугское сельское поселение         |
| 103 | Дубровки               | деревня                 | ↘227      | Селищенское сельское поселение         |
| 104 | Дубы                   | деревня                 | 1         | Дмитровское сельское поселение         |
| 105 | Дудино                 | деревня                 | 1         | Селищенское сельское поселение         |
| 106 | Дягилево               | деревня                 | ↘37       | Березугское сельское поселение         |
| 107 | Ельцы                  | село                    | ↘224      | Елецкое сельское поселение             |
| 108 | Жегорино               | деревня                 | 0         | Дмитровское сельское поселение         |
| 109 | Жилино                 | деревня                 | 1         | Шуваевское сельское поселение          |
| 110 | Завирье                | деревня                 | 1         | Селищенское сельское поселение         |
| 111 | Заднее Заручевье       | деревня                 | 0         | Шуваевское сельское поселение          |
| 112 | Зажогино               | деревня                 | 1         | Большекошинское сельское поселение     |
| 113 | Замошье                | деревня                 | 0         | Дмитровское сельское поселение         |
| 114 | Заозерье               | деревня                 | 1         | Оковецкое сельское поселение           |
| 115 | Заречье                | деревня                 | 0         | Березугское сельское поселение         |
| 116 | Заручевье              | деревня                 | 0         | Оковецкое сельское поселение           |
| 117 | Заручевье              | деревня                 | ↘1        | Шуваевское сельское поселение          |
| 118 | Заря                   | деревня                 | 0         | Большекошинское сельское поселение     |
| 119 | Захарово               | деревня                 | ↘235      | Захаровское сельское поселение         |
| 120 | Зелёная                | деревня                 | 0         | Оковецкое сельское поселение           |
| 121 | Зеленино               | деревня                 | 0         | Березугское сельское поселение         |
| 122 | Зеленино               | деревня                 | 19        | Дмитровское сельское поселение         |
| 123 | Зеленоваха             | деревня                 | 1         | Оковецкое сельское поселение           |
| 124 | Зенцово                | деревня                 | 1         | Селищенское сельское поселение         |
| 125 | Зимник                 | деревня                 | 1         | Оковецкое сельское поселение           |
| 126 | Иванково               | деревня                 | 0         | Большекошинское сельское поселение     |
| 127 | Ивково                 | деревня                 | 11        | Талицкое сельское поселение            |
| 128 | Измайлово              | деревня                 | 1         | Дмитровское сельское поселение         |
| 129 | Ильино                 | деревня                 | 1         | Большекошинское сельское поселение     |
| 130 | Ильино                 | деревня                 | 12        | Елецкое сельское поселение             |
| 131 | Кадищи                 | деревня                 | 1         | Оковецкое сельское поселение           |
| 132 | Казаково               | деревня                 | 5         | Шуваевское сельское поселение          |
| 133 | Казицино               | деревня                 | 45        | Ларионовское сельское поселение        |
| 134 | Каменка                | деревня                 | 0         | Березугское сельское поселение         |
| 135 | Кекешево               | деревня                 | 14        | Дмитровское сельское поселение         |
| 136 | Килешино               | деревня                 | 0         | Ларионовское сельское поселение        |
| 137 | Киселёво               | деревня                 | ↘137      | Большекошинское сельское поселение     |
| 138 | Клыпино                | деревня                 | 1         | Оковецкое сельское поселение           |
| 139 | Ключки                 | деревня                 | 0         | Дмитровское сельское поселение         |
| 140 | Козлово                | деревня                 | 1         | Большекошинское сельское поселение     |
| 141 | Козловцы               | деревня                 | 40        | Березугское сельское поселение         |
| 142 | Колобово               | деревня                 | 7         | Шуваевское сельское поселение          |
| 143 | Колтаково              | деревня                 | 1         | Дмитровское сельское поселение         |
| 144 | Кононово               | деревня                 | 1         | Талицкое сельское поселение            |
| 145 | Конопад                | деревня                 | 0         | Селищенское сельское поселение         |
| 146 | Коптево                | деревня                 | 7         | Селищенское сельское поселение         |
| 147 | Копылы                 | деревня                 | 0         | Оковецкое сельское поселение           |
| 148 | Коробово               | деревня                 | 1         | Елецкое сельское поселение             |
| 149 | Коровкино              | деревня                 | 5         | Оковецкое сельское поселение           |
| 150 | Кортошино              | деревня                 | 0         | Дмитровское сельское поселение         |
| 151 | Косорово               | деревня                 | 20        | Дмитровское сельское поселение         |
| 152 | Костенево              | деревня                 | 11        | Захаровское сельское поселение         |
| 153 | Красицы                | железнодорожная станция | 8         | Березугское сельское поселение         |
| 154 | Краски                 | деревня                 | 27        | Захаровское сельское поселение         |
| 155 | Красная Горка          | деревня                 | 0         | Березугское сельское поселение         |
| 156 | Красный Озерок         | деревня                 | 7         | Селищенское сельское поселение         |
| 157 | Крестцы                | деревня                 | 8         | Березугское сельское поселение         |
| 158 | Крючье                 | деревня                 | 6         | Елецкое сельское поселение             |
| 159 | Кубышкино              | деревня                 | 32        | Ларионовское сельское поселение        |
| 160 | Кудрявцево             | деревня                 | 0         | Большекошинское сельское поселение     |
| 161 | Кузнятино              | деревня                 | 1         | Захаровское сельское поселение         |
| 162 | Кузьминское            | деревня                 | 15        | Ларионовское сельское поселение        |
| 163 | Кулаково Ближнее       | деревня                 | 0         | Ларионовское сельское поселение        |
| 164 | Кулаково Дальнее       | деревня                 | 0         | Ларионовское сельское поселение        |
| 165 | Кулешино               | деревня                 | 11        | Оковецкое сельское поселение           |
| 166 | Кулешиха               | деревня                 | 1         | Оковецкое сельское поселение           |
| 167 | Кунино                 | деревня                 | 0         | Оковецкое сельское поселение           |
| 168 | Куниченково            | деревня                 | 1         | Шуваевское сельское поселение          |
| 169 | Куричино               | деревня                 | 1         | Дмитровское сельское поселение         |
| 170 | Кутолово               | деревня                 | 7         | Талицкое сельское поселение            |
| 171 | Ладное                 | деревня                 | 1         | Захаровское сельское поселение         |
| 172 | Ладышкино              | деревня                 | 0         | Оковецкое сельское поселение           |
| 173 | Ланино                 | деревня                 | 14        | Селищенское сельское поселение         |
| 174 | Ларионово              | деревня                 | 14        | Ларионовское сельское поселение        |
| 175 | Лежки                  | деревня                 | 5         | Оковецкое сельское поселение           |
| 176 | Лемно                  | деревня                 | 0         | Шуваевское сельское поселение          |
| 177 | Ленино                 | деревня                 | 8         | Елецкое сельское поселение             |
| 178 | Литвиново              | деревня                 | 1         | Большекошинское сельское поселение     |
| 179 | Лосево                 | деревня                 | 1         | Большекошинское сельское поселение     |
| 180 | Лошаково               | деревня                 | 15        | Большекошинское сельское поселение     |
| 181 | Лошаково               | деревня                 | ↘1        | Оковецкое сельское поселение           |
| 182 | Лукино                 | деревня                 | 0         | Березугское сельское поселение         |
| 183 | Лыткино                | деревня                 | 1         | Дмитровское сельское поселение         |
| 184 | Лыткино                | деревня                 | 0         | Оковецкое сельское поселение           |
| 185 | Макарово               | деревня                 | 0         | Большекошинское сельское поселение     |
| 186 | Макарово               | деревня                 | 1         | Захаровское сельское поселение         |
| 187 | Максимково             | деревня                 | 118       | Дмитровское сельское поселение         |
| 188 | Малая Волга            | деревня                 | ↘1        | Селищенское сельское поселение         |
| 189 | Малая Лапушка          | деревня                 | 1         | Дмитровское сельское поселение         |
| 190 | Малая Неведайка        | деревня                 | 0         | Оковецкое сельское поселение           |
| 191 | Малое Ананкино         | деревня                 | 86        | Оковецкое сельское поселение           |
| 192 | Малое Выжлятниково     | деревня                 | 0         | Дмитровское сельское поселение         |
| 193 | Малое Гольтино         | деревня                 | 8         | Березугское сельское поселение         |
| 194 | Малое Ивахново         | деревня                 | 0         | Захаровское сельское поселение         |
| 195 | Малое Кашино           | деревня                 | 1         | Дмитровское сельское поселение         |
| 196 | Малое Панино           | деревня                 | 66        | Селищенское сельское поселение         |
| 197 | Малое Рябцево          | деревня                 | 0         | Оковецкое сельское поселение           |
| 198 | Малое Якшино           | деревня                 | 0         | Оковецкое сельское поселение           |
| 199 | Малые Клочки           | деревня                 | 0         | Оковецкое сельское поселение           |
| 200 | Мальцево               | деревня                 | 0         | Дмитровское сельское поселение         |
| 201 | Мамоново               | деревня                 | 5         | Ларионовское сельское поселение        |
| 202 | Манина Гора            | деревня                 | 8         | Оковецкое сельское поселение           |
| 203 | Манухино               | деревня                 | 0         | Елецкое сельское поселение             |
| 204 | Манухино               | деревня                 | 0         | Оковецкое сельское поселение           |
| 205 | Манухино               | деревня                 | 9         | Талицкое сельское поселение            |
| 206 | Маревка                | деревня                 | 6         | Дмитровское сельское поселение         |
| 207 | Машкорино              | деревня                 | 0         | Дмитровское сельское поселение         |
| 208 | Медведево              | деревня                 | 0         | Талицкое сельское поселение            |
| 209 | Мелентьево             | деревня                 | 44        | Елецкое сельское поселение             |
| 210 | Митино                 | деревня                 | 7         | Елецкое сельское поселение             |
| 211 | Митьково               | деревня                 | 1         | Елецкое сельское поселение             |
| 212 | Михалево               | деревня                 | 1         | Дмитровское сельское поселение         |
| 213 | Мишина Нива            | деревня                 | 0         | Шуваевское сельское поселение          |
| 214 | Мишково                | деревня                 | 1         | Шуваевское сельское поселение          |
| 215 | Морочи                 | деревня                 | 0         | Дмитровское сельское поселение         |
| 216 | Мосолово               | деревня                 | 1         | Селищенское сельское поселение         |
| 217 | Мосягино               | деревня                 | 1         | Захаровское сельское поселение         |
| 218 | Мочалище               | деревня                 | 1         | Дмитровское сельское поселение         |
| 219 | Мошки                  | деревня                 | 0         | Захаровское сельское поселение         |
| 220 | Мясково                | деревня                 | ↘1        | Березугское сельское поселение         |
| 221 | Нероново               | деревня                 | 10        | Селищенское сельское поселение         |
| 222 | Нивы                   | деревня                 | 12        | Талицкое сельское поселение            |
| 223 | Нивы                   | деревня                 | 5         | Шуваевское сельское поселение          |
| 224 | Нижнее Голенково       | деревня                 | 0         | Березугское сельское поселение         |
| 225 | Нижние Горицы          | деревня                 | 1         | Шуваевское сельское поселение          |
| 226 | Нижняя Дубровка        | деревня                 | 0         | Дмитровское сельское поселение         |
| 227 | Никиткино              | деревня                 | 0         | Оковецкое сельское поселение           |
| 228 | Никоново               | деревня                 | 5         | Большекошинское сельское поселение     |
| 229 | Никулино               | деревня                 | 7         | Селищенское сельское поселение         |
| 230 | Новики                 | деревня                 | 0         | Дмитровское сельское поселение         |
| 231 | Новоселки              | деревня                 | 1         | Березугское сельское поселение         |
| 232 | Оковцы                 | деревня                 | ↘293      | Оковецкое сельское поселение           |
| 233 | Ольхово                | деревня                 | ↘67       | Оковецкое сельское поселение           |
| 234 | Островки               | деревня                 | 1         | Дмитровское сельское поселение         |
| 235 | Острые                 | деревня                 | 0         | Березугское сельское поселение         |
| 236 | Палихово               | деревня                 | 0         | Талицкое сельское поселение            |
| 237 | Панино                 | деревня                 | 1         | Селищенское сельское поселение         |
| 238 | Парамоновка            | деревня                 | 0         | Дмитровское сельское поселение         |
| 239 | Пашутино               | деревня                 | 1         | Шуваевское сельское поселение          |
| 240 | Перово                 | деревня                 | 9         | Березугское сельское поселение         |
| 241 | Перхово                | деревня                 | 0         | Большекошинское сельское поселение     |
| 242 | Песочня                | деревня                 | ↘85       | Дмитровское сельское поселение         |
| 243 | Петелино               | деревня                 | 0         | Талицкое сельское поселение            |
| 244 | Петренево              | деревня                 | 0         | Елецкое сельское поселение             |
| 245 | Петрыжиха              | деревня                 | 0         | Оковецкое сельское поселение           |
| 246 | Печеницыно             | деревня                 | 42        | Ларионовское сельское поселение        |
| 247 | Пискачево              | деревня                 | 1         | Ларионовское сельское поселение        |
| 248 | Плаксино               | деревня                 | 1         | Талицкое сельское поселение            |
| 249 | Плоское                | деревня                 | 0         | Дмитровское сельское поселение         |
| 250 | Плющево                | деревня                 | 7         | Селищенское сельское поселение         |
| 251 | Повадино               | деревня                 | ↘1        | Оковецкое сельское поселение           |
| 252 | Подберезье             | деревня                 | 1         | Дмитровское сельское поселение         |
| 253 | Поддубное              | деревня                 | 7         | Ларионовское сельское поселение        |
| 254 | Подмошье               | деревня                 | 5         | Березугское сельское поселение         |
| 255 | Подмошье               | деревня                 | 5         | Оковецкое сельское поселение           |
| 256 | Подсосонье             | деревня                 | 112       | Талицкое сельское поселение            |
| 257 | Покровка               | деревня                 | 8         | Березугское сельское поселение         |
| 258 | Полоновка              | деревня                 | 1         | Дмитровское сельское поселение         |
| 259 | Полоохино              | деревня                 | 7         | Дмитровское сельское поселение         |
| 260 | Попково                | деревня                 | 0         | Елецкое сельское поселение             |
| 261 | Починок                | деревня                 | 0         | Селищенское сельское поселение         |
| 262 | Проваленная            | деревня                 | 0         | Дмитровское сельское поселение         |
| 263 | Пронино                | деревня                 | 0         | Березугское сельское поселение         |
| 264 | Пруды                  | деревня                 | 0         | Оковецкое сельское поселение           |
| 265 | Прутки                 | деревня                 | 1         | Дмитровское сельское поселение         |
| 266 | Пунятино               | деревня                 | 0         | Дмитровское сельское поселение         |
| 267 | Пустошка               | деревня                 | 0         | Оковецкое сельское поселение           |
| 268 | Пустошка               | деревня                 | 14        | Оковецкое сельское поселение           |
| 269 | Пустошка               | деревня                 | 0         | Оковецкое сельское поселение           |
| 270 | Пустошка               | деревня                 | 6         | Дмитровское сельское поселение         |
| 271 | Пыхари                 | деревня                 | 0         | Талицкое сельское поселение            |
| 272 | Пьянково               | деревня                 | →0        | Большекошинское сельское поселение     |
| 273 | Разинино               | деревня                 | 0         | Селищенское сельское поселение         |
| 274 | Раменье                | деревня                 | 1         | Шуваевское сельское поселение          |
| 275 | Ранцево                | деревня                 | ↘21       | Дмитровское сельское поселение         |
| 276 | Растворово             | деревня                 | 5         | Дмитровское сельское поселение         |
| 277 | Ржавцы                 | деревня                 | 0         | Дмитровское сельское поселение         |
| 278 | Рожково                | деревня                 | 0         | Елецкое сельское поселение             |
| 279 | Ручьевая               | деревня                 | 0         | Дмитровское сельское поселение         |
| 280 | Ручьево                | деревня                 | 0         | Шуваевское сельское поселение          |
| 281 | Рыжково                | деревня                 | 1         | Березугское сельское поселение         |
| 282 | Рылово                 | деревня                 | 12        | Оковецкое сельское поселение           |
| 283 | Рытое                  | деревня                 | →0        | Березугское сельское поселение         |
| 284 | Рябиновка              | деревня                 | 1         | Дмитровское сельское поселение         |
| 285 | Рябово                 | деревня                 | 8         | Елецкое сельское поселение             |
| 286 | Сады                   | деревня                 | 0         | Селищенское сельское поселение         |
| 287 | Санево                 | деревня                 | 1         | Селищенское сельское поселение         |
| 288 | Сапрыгино              | деревня                 | 1         | Ларионовское сельское поселение        |
| 289 | Сеитово                | деревня                 | 21        | Оковецкое сельское поселение           |
| 290 | Селижарово             | пгт                     | ↗5931     | посёлок Селижарово                     |
| 291 | Селино                 | деревня                 | 28        | Ларионовское сельское поселение        |
| 292 | Селище                 | посёлок                 | ↘792      | Селищенское сельское поселение         |
| 293 | Сенино                 | деревня                 | 0         | Оковецкое сельское поселение           |
| 294 | Сидорова Гора          | деревня                 | 0         | Оковецкое сельское поселение           |
| 295 | Сидорово               | деревня                 | 0         | Елецкое сельское поселение             |
| 296 | Сижинское              | деревня                 | 9         | Захаровское сельское поселение         |
| 297 | Скакулино              | деревня                 | 7         | Селищенское сельское поселение         |
| 298 | Скакулино              | железнодорожная станция | 1         | Селищенское сельское поселение         |
| 299 | Сковорово              | деревня                 | 0         | Селищенское сельское поселение         |
| 300 | Славотино              | деревня                 | 5         | Талицкое сельское поселение            |
| 301 | Смольки                | деревня                 | 0         | Захаровское сельское поселение         |
| 302 | Соколово               | деревня                 | 15        | Большекошинское сельское поселение     |
| 303 | Соловьёво              | деревня                 | 12        | Талицкое сельское поселение            |
| 304 | Сорокино               | деревня                 | 5         | Селищенское сельское поселение         |
| 305 | Сосноватка             | деревня                 | 9         | Селищенское сельское поселение         |
| 306 | Сосновка               | деревня                 | 1         | Дмитровское сельское поселение         |
| 307 | Спасская Власовка      | деревня                 | ↘0        | Дмитровское сельское поселение         |
| 308 | Старая                 | деревня                 | 14        | Талицкое сельское поселение            |
| 309 | Стрельник              | деревня                 | 0         | Оковецкое сельское поселение           |
| 310 | Струги                 | деревня                 | 14        | Селищенское сельское поселение         |
| 311 | Ступино                | деревня                 | 1         | Талицкое сельское поселение            |
| 312 | Сутоки                 | деревня                 | 14        | Березугское сельское поселение         |
| 313 | Сутоки                 | деревня                 | 10        | Дмитровское сельское поселение         |
| 314 | Сухошины               | деревня                 | →9        | Дмитровское сельское поселение         |
| 315 | Сушково                | деревня                 | 5         | Талицкое сельское поселение            |
| 316 | Сысоево                | деревня                 | 0         | Елецкое сельское поселение             |
| 317 | Тальцы                 | деревня                 | ↘104      | Талицкое сельское поселение            |
| 318 | Татариново             | деревня                 | 6         | Большекошинское сельское поселение     |
| 319 | Тверицы                | деревня                 | 1         | Елецкое сельское поселение             |
| 320 | Тверское               | деревня                 | 1         | Дмитровское сельское поселение         |
| 321 | Тверское               | деревня                 | 0         | Селищенское сельское поселение         |
| 322 | Теглецы                | деревня                 | 10        | Захаровское сельское поселение         |
| 323 | Терентьево             | деревня                 | 5         | Талицкое сельское поселение            |
| 324 | Тетенькино             | деревня                 | 0         | Дмитровское сельское поселение         |
| 325 | Толочино               | деревня                 | 16        | Дмитровское сельское поселение         |
| 326 | Тростино               | деревня                 | 0         | Большекошинское сельское поселение     |
| 327 | Тростянка              | деревня                 | 1         | Оковецкое сельское поселение           |
| 328 | Трофимково             | деревня                 | 5         | Березугское сельское поселение         |
| 329 | Турбаза «Чайка»        | населённый пункт        | 61        | Селищенское сельское поселение         |
| 330 | Угольница              | деревня                 | 0         | Захаровское сельское поселение         |
| 331 | Устье                  | деревня                 | 0         | Дмитровское сельское поселение         |
| 332 | Устье                  | посёлок                 | 7         | Дмитровское сельское поселение         |
| 333 | Филиппово              | деревня                 | 1         | Ларионовское сельское поселение        |
| 334 | Филиппово              | деревня                 | 1         | Селищенское сельское поселение         |
| 335 | Филистово              | деревня                 | ↘274      | Дмитровское сельское поселение         |
| 336 | Фролово                | деревня                 | 0         | Селищенское сельское поселение         |
| 337 | Фуники                 | деревня                 | 0         | Елецкое сельское поселение             |
| 338 | Хиловец                | деревня                 | 1         | Селищенское сельское поселение         |
| 339 | Хилово                 | деревня                 | 1         | Селищенское сельское поселение         |
| 340 | Хитицы                 | деревня                 | ↘1        | Оковецкое сельское поселение           |
| 341 | Хмелевка               | деревня                 | 0         | Дмитровское сельское поселение         |
| 342 | Хмелевка               | деревня                 | ↗9        | Дмитровское сельское поселение         |
| 343 | Холзуево               | деревня                 | 1         | Дмитровское сельское поселение         |
| 344 | Холм                   | деревня                 | 30        | Дмитровское сельское поселение         |
| 345 | Холопово               | деревня                 | 0         | Оковецкое сельское поселение           |
| 346 | Хомяково               | деревня                 | 0         | Талицкое сельское поселение            |
| 347 | Хорево                 | деревня                 | 1         | Шуваевское сельское поселение          |
| 348 | Хотошино               | деревня                 | ↘105      | Селищенское сельское поселение         |
| 349 | Чащевка                | деревня                 | 1         | Березугское сельское поселение         |
| 350 | Черницино              | деревня                 | 1         | Ларионовское сельское поселение        |
| 351 | Черногубово            | деревня                 | 0         | Большекошинское сельское поселение     |
| 352 | Чёрное Дмитрово        | деревня                 | 0         | Большекошинское сельское поселение     |
| 353 | Чёрное Рытое           | деревня                 | 0         | Березугское сельское поселение         |
| 354 | Чижи                   | деревня                 | 0         | Захаровское сельское поселение         |
| 355 | Шалахино               | деревня                 | 53        | Ларионовское сельское поселение        |
| 356 | Шамрино                | деревня                 | 0         | Селищенское сельское поселение         |
| 357 | Шевели                 | деревня                 | 1         | Дмитровское сельское поселение         |
| 358 | Шедовка                | деревня                 | 0         | Дмитровское сельское поселение         |
| 359 | Шелехово               | деревня                 | 0         | Селищенское сельское поселение         |
| 360 | Шелуденево             | деревня                 | 1         | Дмитровское сельское поселение         |
| 361 | Шихино                 | деревня                 | 28        | Селищенское сельское поселение         |
| 362 | Шохино-Левченки        | деревня                 | 1         | Дмитровское сельское поселение         |
| 363 | Шуваево                | деревня                 | ↘244      | Шуваевское сельское поселение          |
| 364 | Щуряевка               | деревня                 | 1         | Елецкое сельское поселение             |
| 365 | Юркино                 | деревня                 | 1         | Елецкое сельское поселение             |
| 366 | Юшино                  | деревня                 | 8         | Большекошинское сельское поселение     |
| 367 | Юшино                  | деревня                 | 1         | Селищенское сельское поселение         |
| 368 | Языково                | деревня                 | 10        | Ларионовское сельское поселение        |
| 369 | Ям Столыпино           | деревня                 | 8         | Оковецкое сельское поселение           |
| 370 | Ямская                 | деревня                 | 0         | Дмитровское сельское поселение         |
| 371 | Яровынь                | деревня                 | 0         | Селищенское сельское поселение         |

## Экономика
На 1992 год в районе было 10 колхозов и 9 совхозов.

## Транспорт
Через район проходят железнодорожная линия Торжок — Соблаго и автодорога «Ржев—Селижарово—Осташков».

## Археология
На правом берегу реки Селижаровка в 1,3 км к западу от деревни Хилово находится курганная группа Хилово - 1  (6 насыпей) XI — XII веков.

## Достопримечательности
- Список памятников культурного наследия Селижаровского района в Викигиде

- деревня Колобово — Памятник истории, место наиболее ожесточённых боев с фашистскими захватчиками при освобождении этого района в январе 1942 года. Братские могилы советских воинов и партизан.
- деревня Бор Волго — Памятник истории, место наиболее ожесточённых боев с фашистскими захватчиками при освобождении этого района в январе 1942 года. Братские могилы советских воинов и партизан. Памятники.
- деревня (б. село) Хотошино — Крестовоздвиженская церковь. Это пожарище — единственное дошедшее до нас напоминание о стоявшем здесь древнерусском городе Хотошине. По Алексееву («Смоленская земля до XV века») холм срыт в 1943 году. Крестовоздвиженская церковь стоит в стороне от села, на вершине небольшого пологого холма, вокруг которого раскинулись поля. Она была построена в 1878 году на средства прихожан. Вокруг церкви прежде была ограда, от которой уцелели лишь ворота. Здание церкви кирпичное. Объёмно-пространственная композиция здания — трёхчастная, состояла из бесстолпного, одноглавого, двусветного четверика. Крестовоздвиженская церковь является примером культовой сельской архитектуры, характерным для второй половины XIX века. Здание сильно пострадало во время Великой Отечественной войны.
- пос. Селище — Памятник истории, место наиболее ожесточённых боев с фашистскими захватчиками при освобождении этого района в январе 1942 года. Братские кладбища советских воинов и партизан. Памятники.
- р.п. Селижарово — Братские кладбища советских воинов и партизан погибших в боях с фашистами. Памятники. Обелиск в честь защитников революции; комплекс посвящённый войнам Советской Армии, погибшим в ВОВ. Музей, созданный школьниками-следопытами.
- село Ельцы - Братская могила воинов, павших во время Великой Отечественной войны.
- село Ельцы - Церковь Покрова Пресвятой Богородицы, построенная в 2005 году.
- село Ельцы - Святой ключ "Здоровец" ( XIV век) и Часовня Параскевы Пятницы (строится)
- Бенский порог уникальное место где можно увидеть самые крупные пороги реки Волги
- Многочисленные ДОТы и ДЗОТы построенные в рамках Ржевско-Вяземской стратегической наступательной операции в 1942 году.
- Елецкая Круча — высокий берег (обрыв) реки Волги, с которого открывается живописный вид на реку и вековые хвойные лесные массивы.

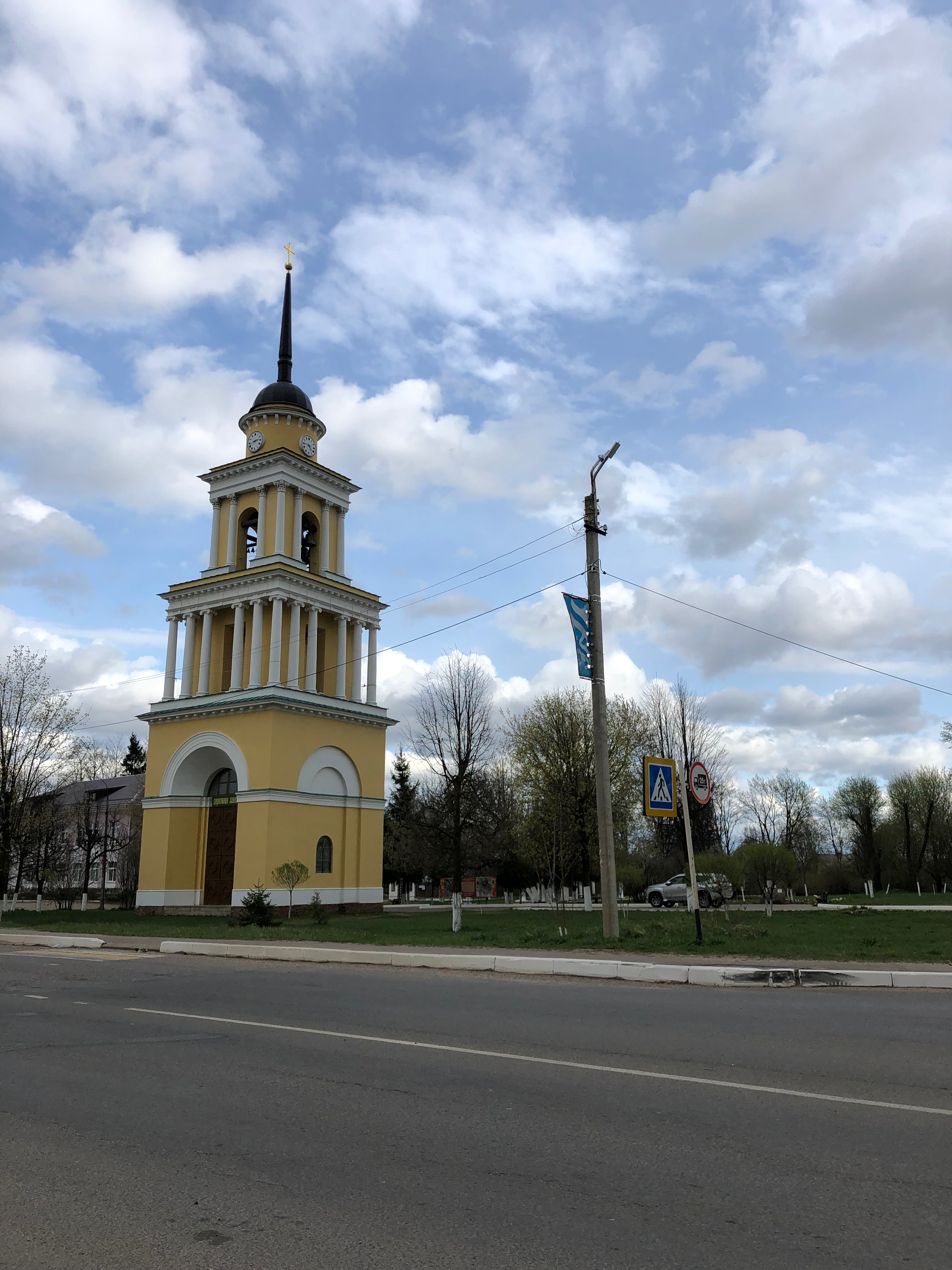
Селижарово

- р.п. Селижарово — Церковь Петра и Павла Троицкого Селижаровского монастыря. Эта церковь была построена не раньше конца XV века. Трапезною она названа, потому что главным её назначением было кормить монастырскую братию. Поэтому в ней размещались погреба, подвалы, келарская, казённая, сушило, квасоварня. На верхнем этаже размещалась сама церковь с двумя престолами. Центральный освящен во имя св. апостолов Петра и Павла, а правый — во имя святителей Гурия и Германа, архиепископов Казанских, и Варсонофия — епископа Тверского. Открыл храм после почти семидесятилетнего попирания иерей Сергий Чивиков (ныне — протоиерей), он же и является настоятелем этого храма. Это единственный действующий храм в городе, а до его открытия многие вообще забыли, что это такое. Вторым священником служит молодой иерей Алексий.

- р.п. Селижарово — Воскресенская церковь. Эта церковь в Селижарове была построена на месте старой деревянной в 1763 году на средства прихожан. Здание расположено на низком левом берегу реки Волги, в стороне от центральной части посёлка. В 1854 году рядом была выстроена колокольня, а в 1914 году — кирпичная ограда. Хотя церковь сильно разрушена, сохранившаяся основная часть храма выделяется среди равнинной местности и окружающей его деревянной застройки. Храм типа «восьмерик на четверике» является характерным памятником сельского культового зодчества русской архитектуры конца XVII века.
- Оковецкий святой источник и храм в Оковцах. В настоящее время Оковецкий святой источник является одной из главных достопримечательностей Селижаровского района, притягивающей как многочисленных паломников, так и обычных туристов и местных жителей. Находится в летописном оковецком лесу. По преданию, ключ забил на месте явления во времена Ивана Грозного чудотворной иконы (Богоматерь Оковецкая). Благодаря стараниям сотен верующих и, в особенности, С. К. Жукопцова, было организовано благоустройство территории источника, строительство освещённой подъездной дороги, позволившей посетителям добираться до источника удобным способом (раньше приходилось переходить вброд реку Пырошню) и строительство на источнике часовни. Вода из Святого источника обладает целебными свойствами, касающимися в первую очередь лечения глазных болезней. Храм в Оковцах, осквернённый и частично разрушенный в годы советской власти, в недавнее время также начал возобновляться. В настоящее время уже восстановлены купола, укреплены стены самого старого придела, ведётся реставрация колокольни. Утерянная в 30-е годы чудотворная икона Оковецкой Богоматери, хранившаяся до того времени в храме, до сих пор не найдена. В Торжке в конце XX века была выполнена копия этой иконы.